# Левин, Игнасио
Игнасио «Начо» Левин Фернандес-Бугаллаль (род. 2 апреля 1946) — испанский журналист, бизнесмен и штурман ралли.

## Биография
В качестве второго пилота он сопровождал различных испанских гонщиков в 1970-х годах, таких как Хуан Карлос Гарсиа де ла Расилья, Хулио Гаргалло («Ротер Фогель») и Хорхе де Багратион. Он одержал несколько побед в чемпионате Испании, а его лучшим результатом стало пятое место в сезоне 1972 года, где он завоевал два подиума вместе с Хуаном де ла Расилья на соревнованиях Критериум Луиса де Бавьера и Вирахес 2000 года.
Будучи журналистом в мире автоспорта, он в конце 1970-х годов стал редактором этой темы в газете El País. В 1980-х он координировал программы «Esta noche» и «Si yo fuera presidente», которые ставил Фернандо Гарсия Тола на испанском телевидении.
В октябре 1990 года, с созданием Canal+, он начал вести программу El día siempre, которую курировал до 1994 года. В 1992 году программа получила премию Ondas за свой новаторский формат.
Затем он присоединился к каналу SER, где в течение нескольких сезонов вел программу La mediavuelta.
25 января 2000 года было объявлено о приобретении 70 % акций футбольного клуба «Реал Вальядолид» двумя мадридскими бизнес-группами. 28 апреля того же года они назначили Игнасио Левина президентом клуба.
Срок пребывания Левина на посту президента оказался недолгим: он выбрал аргентинца Франсиско Ферреро в качестве тренера, но плохие результаты привели к его увольнению. Пепе Море взял на себя управление командой, пытаясь спасти её от вылета. Левин и его вице-президенты ушли в отставку 20 апреля 2001 года после того, как Caja España отказала клубу в кредите, и пост президента занял Карлос Суарес Суреда.